# Лејн Стејли
Лејн Томас Стејли (енгл. Layne Thomas Staley), рођен као Лејн Радерфорд Стејли (енгл. Layne Rutherford Staley; Киркланд, 22. август 1967 — Сијетл, 5. април 2002) је био певач гранџ бенда Алис ин чејнс из Сијетла. Стејли је 1987, заједно са гитаристом Џеријем Кантрелом, основао бенд. У бенду је остао до смрти 2002, када га замењује Вилијам Дувал. 
Када му је 1996. умрла девојка, Стејли је запао у депресију. Преминуо је 5. априла 2002. године од последица предозирања комбинацијом хероина и кокаина, која је у САД позната као Спидбол (Speedball). Тело му је откривено око две недеље после смрти, 19. априла 2002. године, након што је његовој мајци речено да током две недеље није подигнут ниједан новчани износ са његовог рачуна, на шта је она позвала хитну помоћ. Интересантно је да је истог датума, али 1994, умро и Курт Кобејн из групе Нирвана.